# Upplands runinskrifter 161

Upplands runinskrifter 161 är en runsten som står i Risbyle i Skålhamra i Täby socken och Täby kommun i Uppland. Häradet var Danderyds skeppslag.

## Stenen

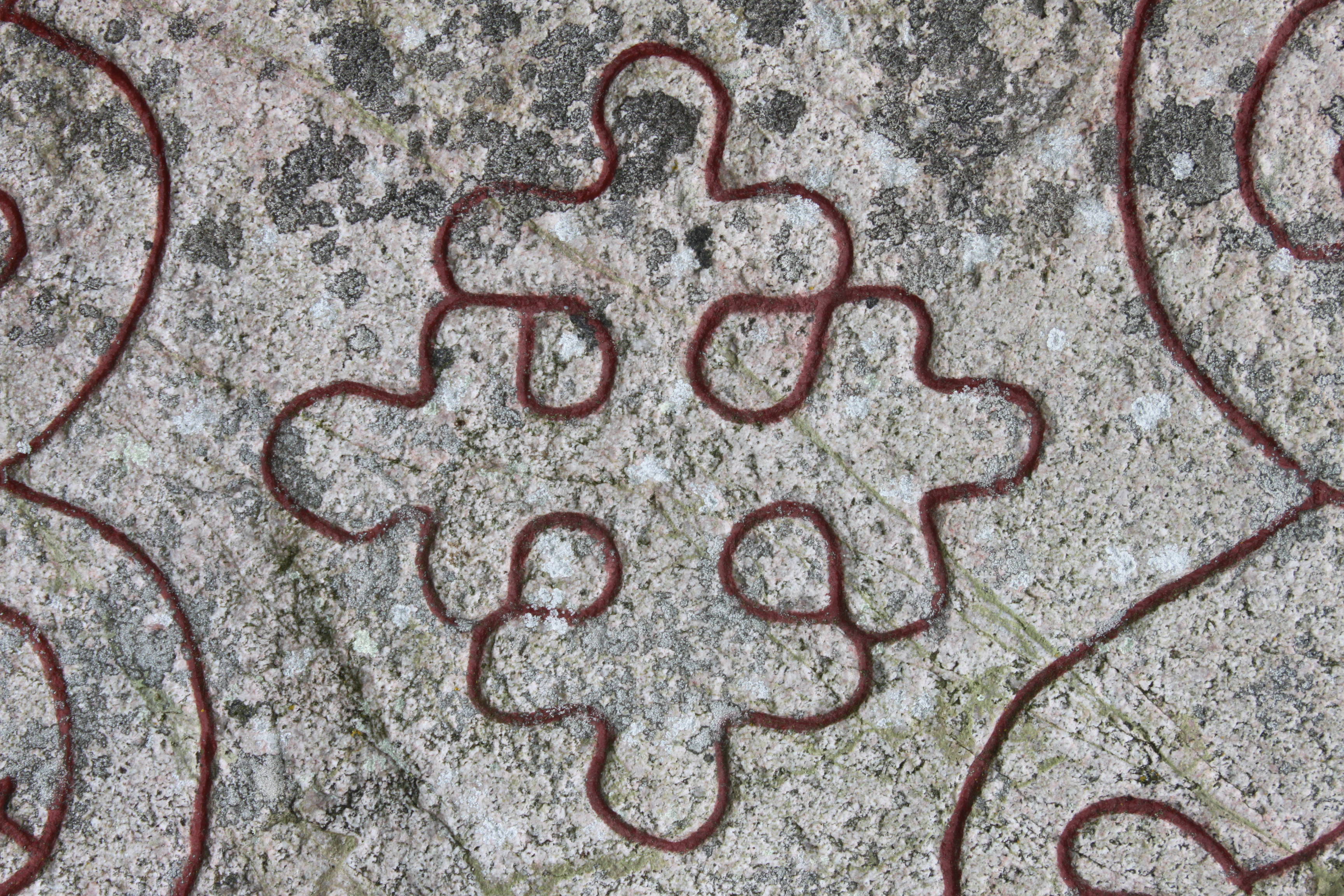
Täby 2:1. Detalj, Dagmarskorset.

Stenens material är grå granit och ristningens ornamentik går i Ringerikestil, vilket daterar den till tidsperioden 1010-1050. I ristningens mitt finns ett ovanligt, korsat kors av rysk-bysantinsk typ, ett så kallat Dagmarskors, vilket sedermera gett inspiration till korset i Täby kommunvapen. Ytterligare ett större kristet kors finns ovanför de två, kopplade runormarna och ovanför detta syns överst till vänster i stenens topp, två små vanliga kors, möjligen har även ett tredje funnits på den nu skadade toppdelen.
Andra typer av korsade kors finns på U 867, U 921, U 1047, U 1074, U 1076, U 1081 och U 1105.
Den i skriften omnämnde "Ulv i Skålhamra" var under sin levnad Skålhamrasläktens huvudman och hans namn ingår även i texten på U 160. Ulvkell som lät hugga var en släkting och hans frände.
På andra sidan om Vallentunasjön står ytterligare två runstenar tillägnade vikingen och storbonden Ulv i Skålhamra, nämligen U 225 och U 226 intill den gamla tingsplatsen, där även en så kallad stav ingått.
"Ulv i Bårresta" omnämns även på U 336.

## Inskriften
Translitterering av runraden:
ulfʀ · iuk i barstam · iftiʀ · ulf · i skulobri · mak · sin · kuþan · ulfkil lit akua
Normalisering till runsvenska:
Ulfʀ hiogg i Baristam æftiʀ Ulf i Skulhambri, mag sinn goðan. Ulfkell let haggva.
Översättning till nusvenska:
Ulv i Bårresta högg stenen efter Ulv i Skålhamra, sin gode frände. Ulvkell lät hugga.